# 흥도초등학교 (경기)
흥도초등학교는 대한민국 경기도 고양시 덕양구 도내동 원흥지구에 있는 공립 초등학교이다.

## 학교 연혁
- 1935년 5월 6일 : 원당공립보통학교 부설 흥도간이학교 설립
- 1944년 4월 1일 : 흥도공립국민학교 승격
- 1947년 5월 5일 : 초대 구연홍 교장 취임
- 1981년 3월 5일 : 병설유치원 개원
- 1996년 3월 1일 : 흥도초등학교로 개칭
- 2012년 3월 1일 : 제22대 정무용 교장 부임
- 2014년 2월 14일 : 제65회 졸업식 거행(8명 졸업)
- 2014년 3월 1일 : 신축 이전 개교(20학급 편성, 유치원 3학급)